# Le Pape (tarot)
 (mai 2021).
Si vous disposez d'ouvrages ou d'articles de référence ou si vous connaissez des sites web de qualité traitant du thème abordé ici, merci de compléter l'article en donnant les références utiles à sa vérifiabilité et en les liant à la section « Notes et références ».
Pour les articles homonymes, voir Le Pape.

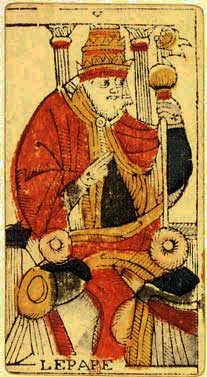
Le numéro 5, le Pape, du jeu de Jean Dodal (début XVIIIe siècle)

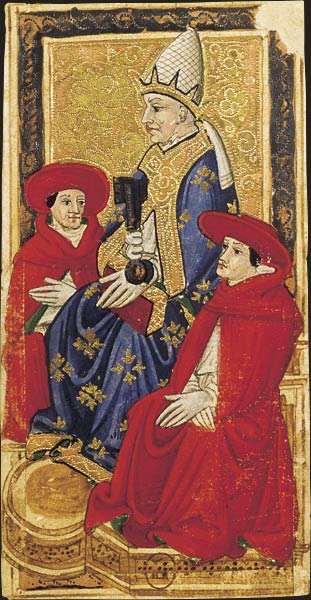
Le Pape, tarot dit de Charles VI (XVe siècle)

Le Pape est la cinquième carte du tarot de Marseille. Appelée The Hierophant (le Grand Prêtre) dans les jeux anglais, elle représente généralement un homme assis sur un trône avec les attributs sacrés du Pape, de face ou regardant vers la droite. Il fait le geste de la bénédiction et deux moinillons, portant la tonsure, prient à ses pieds, de dos. Il possède un homologue féminin dans les Arcanes Majeurs, la Papesse.

## Description et symbolisme
Le chiffre 5 est un chiffre impair donc de mouvement.
On pourrait croire que « Le Pape » fait miroir à la deuxième lame « La papesse ». On peut dire que celui-ci permet d'affirmer le savoir vrai, l'expérience, contre les apparences du Bateleur et les connaissances livresques de la Papesse. 
Là est le rôle du Pape en ce qu'il indique par la symbolique du Pape, l'homme d'âge mur, c'est un savoir qui a dépassé tant les richesses, que le simple savoir théorique. Savoir d'expérience est un savoir vrai ; c'est la reconnaissance d'une vie, ou d'une œuvre. Le Pape est donc cet état de très grande maîtrise, et de grande confiance possible dans le jugement, ce qui est confirmé par la présence des deux personnes qui s'agenouillent devant lui en signe de respect.
Le Pape représente un pouvoir intemporel qui donne sa légitimité au pouvoir politique séculaire : il n'a pas l'autorité directe mais est indétrônable. C'est un conseiller mais également le gardien des fondements du pouvoir. Comme le montre la présence des fidèles, c'est un homme d'influences et de relations plutôt que de titres et de responsabilités officielles.
La Papesse représente la réception personnelle du savoir, le Pape sa diffusion et son utilisation : c'est une figure de professeur, d'enseignant. Il regarde vers la droite, donc vers l'avenir. Toutefois, le Pape ne doit pas oublier qu'il ne peut pas faire le bonheur des autres malgré eux. Sa générosité de cœur et sa sensibilité l'amènent souvent à diffuser beaucoup d'amour autour de lui et ne pas s'en donner autant. Le Pape représente le chakra du cœur.
Comme le Pape est le représentant d'une institution ancienne et très enracinée, il peut parfois signifier que ce que le consultant recherche est en fait déjà présent, ou déjà arrivé.

## Variations
Comparé à d'autres cartes du Tarot, le Pape a généralement gardé à peu près les mêmes iconographies et symbolismes d'une tradition à l'autre. Quelques différences sont néanmoins à remarquer :
- Certains vieux tarots dérivés de la tradition placent Jupiter ou Dionysos en lieu et place du Pape[1].
- Dans la tradition anglaise, le Pape est appelée the Hierophant (le Grand Prêtre). Il s'agit en fait d'une initiative d'Antoine Court de Gébelin, qui voulait séparer cette carte des références chrétiennes, en référence aux Mystères d'Eleusis.
- La version d'Arthur Edward Waite place le Pape entre deux piliers (comme son homologue la Papesse) dans une référence à la Kabbale. On lui ajoute aussi le motif de deux clés croisées (celles de Saint Pierre). Il pointe également des deux doigts, mais cette fois-ci vers le ciel, que ses fidèles regardent. C'est la version la plus répandue de cette carte dans la tradition anglo-saxonne.
- La version Camoin-Jodorowsky tente de replacer certains détails "retrouvés" sur d'anciennes presses d'impression de la carte. Entre les deux piliers se trouve un linteau en arcs de cercle, qui aurait symbolisé l'Arche d'alliance. Le Pape possède sur les mains deux tatouages noirs représentant une Croix de Malte. Sa coiffure est faite de tresses qui semblent plus être l'apparât d'un rabbin. Sa crosse est celle d'un évêque classique[2].